# Lindsay Tuckett
Lindsay Tuckett (* 6. Februar 1919 in Durban, Südafrika; † 5. September 2016 in Bloemfontein, Südafrika) war ein südafrikanischer Cricketspieler, der zwischen 1947 und 1949 und  für die südafrikanische Nationalmannschaft spielte.

## Kindheit und Ausbildung
Sein Vater, Len Tuckett, spielte ebenfalls Test-Cricket für Südafrika, ebenso wie sein Onkel Joe Cox.

## Aktive Karriere
Tuckett absolvierte sein First-Class-Debüt in der Saison 1934/35 und spielte in der Folge für Orange Free State. Nach dem Zweiten Weltkrieg wurde er für die Tour in England im Juni 1947 in den Kader berufen. Dort erzielte er bei seinem Test-Debüt 5 Wickets für 68 Runs. Im zweiten Spiel der Serie konnte er erneut fünf Wickets (5/115) beisteuern, bevor ihm in der dritten Begegnung noch ein Mal vier Wickets (4/148) gelangen. Im letzten Test der Serie erreichte er seine höchste Run-Zahl seiner Test-Karriere, als er 40* Runs erzielte und damit das Remis sicherte. Als England im Dezember 1948 nach Südafrika kam, absolvierte er seine zweite Tour. Dort konnte er im vierten Test drei Wickets (3/109) erreichen. Dies war seine letzte Serie für die Nationalmannschaft. Er spielte noch weitere Jahre für Orange Free State, bevor er in der Saison 1954/55 sein letztes First-Class-Spiel bestritt.

## Nach der aktiven Karriere
Im September 2016 verstarb er im Alter von 97 Jahren.